# 윤영숙
윤영숙(尹映淑, 1971년 9월 10일~)은 대한민국의 양궁 선수이다. 1988년 하계 올림픽 여자 단체전에서 우승한 대한민국팀의 일원이며, 개인전에서는 동메달을 획득했다.
현재 결혼 후 미국에서 거주하고 있으며, 현지에서 아마추어 양궁 지도자로 활동하고 있다.